# Hellegat ('s-Hertogenbosch)
Het Hellegat is met een lengte van minder dan 100 meter de kortste tak van de Binnendieze in 's-Hertogenbosch. Het Hellegat verbindt de Kleine Vughterstroom met de Verwersstroom.
Over de herkomst van de naam doen een aantal verhalen de ronde. Zo zouden er tijdens de Franse tijd overleden soldaten in het Hellegat gegooid zijn.
Aangenomen wordt, dat het Hellegat in 1884 is ontstaan nadat de Verwersstroom bij het Militair Gouvernement werd overkluisd. In het Hellegat heerste dan totale duisternis.